# Саміт у Рейк'явіку
Саміт у Рейк'явіку — друга особиста зустріч Генерального секретаря ЦК КПРС Михайла Горбачова і президента США Рональда Рейгана, що відбулася 11—12 жовтня 1986 року в Рейк'явіку.

## Мета
На саміті мова йшла про скорочення озброєнь, що передувало підписанню безстрокового Договору про ліквідацію ракет середньої та малої дальності 8 грудня 1987 року.